# Coprosma rapensis
Espèce
Coprosma rapensis est une espèce de plantes de la famille des Rubiaceae.

## Publication originale
- Bernice P. Bishop Museum Bulletin 130: 316. 1935.